# Mount Your Friends
『Mount Your Friends』（マウント・ユア・フレンズ、友達を積み上げろの意 ）はStegersaurus Software が2013年6月6日にダウンロード販売したXbox 360用コンピュータゲームである。
2014年にはSteamでの配信が開始されたほか、2018年第1四半期には続編である『Mount Your Friends 3D: A Hard Man is Good to Climb』が発売される予定である。
本作は、山羊を土台にして、紙人形のような人間たちを積み上げていくゲームである。積み上げられる人間たちは一人ひとり名前が割り振られており、容姿や顔つきがそれぞれ異なる。

## システム
4つのボタンのいずれかを押して人間の手足の動く方向を指定し、左スティック（Xbox 360）を操作してこれまで積み上げた人間をつかんで身体を持ち上げながら人間の塔を登っていってくというのが本作の基本的な動作である。この際、指定しなかった箇所はほかの人間に触れた際に自動でくっつくため、注意が必要である。人間が塔の頂点についたら新しく人間を呼び出して、前述の作業を繰り返す形で人間の塔をどんどん高くしていくのが本作の目的である。
本作は1人用モード（Basic Climb）と2人用モード（1vs1 Climb）がある。
1人用モードは60秒以内に一人の人間を積み上げることを繰り返し、1ミリでも高く自己最高到達点を更新できなければゲームオーバーである。
2人用モードは交互に人間を登らせ、高く登らせたほうの勝利となる。

### Steam版での追加要素
Steam版では新たなモードが追加されたほか、キャラクターのカスタマイズ機能が強化され、プレイヤー好みのキャラクターや実在の人物を模したキャラクターを作成できるようになった。

## 評価
ファミ通の豊臣和孝は、Xbox 360版の操作性について「慣れないうちは思い通りに動かせないことにいら立つかもしれないが、固定に注意し、円を描くように動かすというコツを覚えれば、サクサクと進めることができる。（中略）思い通りに動かせるようになったときの爽快感はこのような作品の醍醐味である。」と述べ、奥深さはないものの気楽に楽しめる作品と評した。
Game Sparkのsubimagnoは「ジェンガのような雰囲気を持ちながらも、4ボタンでキャラクターを動かすシステムや物理的な挙動は『QWOP』や『Surgeon Simulator 2013』を思わせる」と評した